# 1975年大英國協政府首腦會議
1975年大英國協政府首腦會議（英語：1975 Commonwealth Heads of Government Meeting），是第三次大英國協政府首腦會議。會議於1975年4月29日至5月6日在牙買加京斯敦舉行，由該國總理邁克爾·曼利主持。總共有33個國家出席這場會議。
會議討論的議題包括核裁軍、羅得西亞、南非局勢和康乃馨革命、賽普勒斯問題、越南戰爭結束、孟加拉國解放戰爭的後果以及其他地區問題。